# Simão Sabrosa
Simão Pedro da Fonseca Sabrosa (Vila Real, Portugal, 31 de octubre de 1979), más conocido simplemente como Simão, es un exfutbolista portugués que jugaba de mediocampista ofensivo o extremo por las bandas. Fue internacional con la selección de fútbol de Portugal.
Debutó como profesional en el Sporting de Lisboa en 1997. De 2001 a 2007 formó parte del Benfica con el que conquistó una Copa de Portugal en 2004 y una Liga y una Supercopa de Portugal en 2005. En 2007 fichó por el Atlético de Madrid y ganó en 2010 la Liga Europa de la UEFA y la Supercopa de Europa. También jugó en el Beşiktaş y ganó la Copa de Turquía en 2011.

## Trayectoria

### Primeros años
Sus inicios los dio en el Sporting de Lisboa debutando en el año 1997. Estuvo dos temporadas en el Barcelona y volvió a Portugal para jugar en el Benfica. Allí estuvo durante seis años en los que fue capitán y gran estrella de su equipo. Logró ganar la Primeira Liga y realizó buenas actuaciones tanto en las competiciones nacionales como las internacionales. Entre estas últimas, destacó el partido que realizó en Anfield, donde el Benfica se impuso gracias a un gol suyo. Durante el verano de 2007, tras un mes de rumores, el 26 de julio fichó por el Atlético de Madrid a cambio de 24 millones de euros.

### Atlético de Madrid
En el equipo español fue una de las principales figuras desde su llegada así como una referencia para la afición (llegando a ser el tercer capitán del equipo) consiguiendo numerosos goles, incluidos algunos de falta, y asistencias. No fue hasta la temporada 2009-10 que levantó su primer título como atlético y el primer título internacional de su carrera. El 12 de mayo de 2010 consiguió la Europa League, competición a la que había accedido el Atlético de Madrid tras su eliminación de la Liga de Campeones, ganando por 2 goles a 1 al Fulham en la final disputada en Hamburgo. Su actuación en esta competición fue destacada, siendo especialmente importante su gol en Estambul contra el Galatasaray que supuso en ese momento el 0-1 y fue clave en la clasificación de los rojiblancos.
El 29 de agosto de 2010 Simão Sabrosa volvió a levantar otro título internacional con el Atlético de Madrid al imponerse en la Supercopa de Europa al Inter de Milán, por entonces vigente campeón de la Champions League, por dos goles a cero.
El 13 de diciembre de 2010 el presidente del Atlético de Madrid reconoció la venta de Simão al Beşiktaş turco. Dicha venta se produjo en enero y el club recibió novecientos mil euros por ella. Simão terminaba contrato el 30 de junio de 2011, el Atlético de Madrid no le había ofrecido la renovación y la oferta del Beşiktaş mejoraba su ficha en ese momento. El 22 de diciembre jugó su último partido con el Atlético de Madrid, correspondiente a la ida de los octavos de final de la Copa del Rey, en el Vicente Calderón contra el Espanyol, terminando el partido con victoria del Atlético uno a cero, gol conseguido por Simão de penalti. Al día siguiente, convocó una rueda de prensa para despedirse.

### Beşiktaş
El 12 de enero de 2011 Simão debutó con el club turco en partido de copa frente al Manisaspor, partido que se disputó en el campo de este último y que finalizó con el resultado de dos a tres a favor del Beşiktaş. Nueve días después, el 21 de enero, debutó como local, consiguiendo su primer gol con el Beşiktaş en la victoria por cinco a uno frente al Bucaspor en la reanudación de la liga turca. El 11 de mayo de 2011, levantó su primer título con el club turco al ganar la final de Copa frente al Belediyespor en la tanda de penaltis por 4 a 3. El resultado del partido tras la prórroga había sido de empate a dos.
En la temporada 2011-12, el de 19 de agosto jugó su primer partido de competición europea con el Beşiktaş y el centésimo de su carrera en el partido de ida de la cuarta ronda de clasificación de la Europa League frente al Alania Vladikavkaz, consiguiendo una victoria por tres goles a cero. El 14 de febrero de 2012 anotó su primer gol en competición europea con el Beşiktaş en el partido de ida de dieciseisavos de final de la Europa League frente al Sporting de Braga consiguiendo una victoria por cero a dos.

### RCD Espanyol
El 16 de agosto de 2012, Simão se desvinculó del Beşiktaş y firmó un contrato por dos temporadas con el Real Club Deportivo Espanyol de Barcelona. El 2 de septiembre debutó con su nuevo club en la derrota por tres a dos ante el Levante correspondiente a la tercera jornada de Liga. Simão saltó al campo en el minuto 51 en sustitución de Wakaso. El 18 de enero de 2013 anotó su primer gol con la camiseta blanquiazul en la victoria por tres a dos ante el Real Club Deportivo Mallorca. Durante la primera temporada en el club español colaboró con 26 partidos y tres goles a que el equipo terminara la Liga en la decimotercera posición.
En la temporada 2013-14 Simão tuvo una participación mayor aunque no anotó ningún gol en Liga. El equipo terminó un puesto peor que el año anterior a tan solo tres puntos del descenso. Una vez la temporada finalizó, tras cumplir su contrato, Simão abandonó el conjunto espanyolista.

## Selección nacional
Ha sido internacional con la selección de fútbol de Portugal en 85 ocasiones marcando 22 goles. Fue convocado para disputar el Mundial de Alemania en 2006 en el que su selección terminó en cuarta posición. Simão disputó todos los partidos y anotó un gol.
En 2010 volvió a ser convocado para disputar otro Mundial. Esta vez, la selección portuguesa fue eliminada en octavos de final y, de nuevo, Simão disputó todos los partidos y anotó un gol.

### Participaciones en Copas del Mundo
| Copa              | Sede      | Resultado        | Partidos | Goles |
| ----------------- | --------- | ---------------- | -------- | ----- |
| Copa Mundial 2006 | Alemania  | Cuarto lugar     | 7        | 1     |
| Copa Mundial 2010 | Sudáfrica | Octavos de final | 4        | 1     |
| Total             | Total     | Total            | 11       | 2     |

### Participaciones en Eurocopas
| Copa          | Sede            | Resultado        | Partidos | Goles |
| ------------- | --------------- | ---------------- | -------- | ----- |
| Eurocopa 2004 | Portugal        | Subcampeón       | 3        | 0     |
| Eurocopa 2008 | Austria · Suiza | Cuartos de final | 3        | 0     |
| Total         | Total           | Total            | 6        | 0     |

## Estadísticas

### Clubes
- Actualizado el 29 de noviembre de 2015.[8]

| Club | Div.          | Temporada     | Liga  | Liga  | Copas nacionales(1) | Copas nacionales(1) | Torneos internacionales(2) | Torneos internacionales(2) | Total | Total | Media goleadora |
| Club | Div.          | Temporada     | Part. | Goles | Part.               | Goles               | Part.                      | Goles                      | Part. | Goles | Media goleadora |
| --- | ------------- | ------------- | ----- | ----- | ------------------- | ------------------- | -------------------------- | -------------------------- | ----- | ----- | --------------- |
| Sporting C. P. Portugal | 1.ª           | 1996-97       | 2     | 1     | 1                   | 0                   | 0                          | 0                          | 3     | 1     | 0,33            |
| Sporting C. P. Portugal | 1.ª           | 1997-98       | 21    | 1     | 3                   | 0                   | 2                          | 0                          | 26    | 1     | 0,04            |
| Sporting C. P. Portugal | 1.ª           | 1998-99       | 30    | 10    | 1                   | 0                   | 2                          | 0                          | 33    | 10    | 0,30            |
| Sporting C. P. Portugal | Total club    | Total club    | 53    | 12    | 5                   | 0                   | 4                          | 0                          | 62    | 12    | 0,19            |
| F. C. Barcelona · España | 1.ª           | 1999-00       | 21    | 1     | 3                   | 0                   | 7                          | 0                          | 31    | 1     | 0,03            |
| F. C. Barcelona · España | 1.ª           | 2000-01       | 25    | 2     | 4                   | 1                   | 9                          | 0                          | 38    | 3     | 0,08            |
| F. C. Barcelona · España | Total club    | Total club    | 46    | 3     | 7                   | 1                   | 16                         | 0                          | 69    | 4     | 0,06            |
| S. L. Benfica Portugal | 1.ª           | 2001-02       | 26    | 10    | 1                   | 0                   | —                          | —                          | 27    | 10    | 0,41            |
| S. L. Benfica Portugal | 1.ª           | 2002-03       | 33    | 18    | 0                   | 0                   | —                          | —                          | 33    | 18    | 0,55            |
| S. L. Benfica Portugal | 1.ª           | 2003-04       | 31    | 12    | 4                   | 1                   | 10                         | 2                          | 45    | 15    | 0,33            |
| S. L. Benfica Portugal | 1.ª           | 2004-05       | 34    | 15    | 4                   | 3                   | 10                         | 4                          | 48    | 22    | 0,46            |
| S. L. Benfica Portugal | 1.ª           | 2005-06       | 24    | 9     | 3                   | 2                   | 8                          | 2                          | 35    | 13    | 0,37            |
| S. L. Benfica Portugal | 1.ª           | 2006-07       | 25    | 12    | 3                   | 1                   | 12                         | 4                          | 40    | 17    | 0,42            |
| S. L. Benfica Portugal | Total club    | Total club    | 172   | 76    | 15                  | 7                   | 40                         | 12                         | 227   | 95    | 0,42            |
| Atlético de Madrid · España | 1.ª           | 2007-08       | 30    | 7     | 3                   | 0                   | 7                          | 3                          | 40    | 10    | 0,24            |
| Atlético de Madrid · España | 1.ª           | 2008-09       | 33    | 7     | 3                   | 0                   | 8                          | 1                          | 44    | 8     | 0,23            |
| Atlético de Madrid · España | 1.ª           | 2009-10       | 34    | 2     | 8                   | 3                   | 17                         | 2                          | 59    | 7     | 0,12            |
| Atlético de Madrid · España | 1.ª           | 2010-11       | 16    | 5     | 1                   | 1                   | 6                          | 1                          | 23    | 7     | 0,22            |
| Atlético de Madrid · España | Total club    | Total club    | 113   | 20    | 15                  | 4                   | 39                         | 8                          | 167   | 32    | 0,19            |
| Beşiktaş J. K. Turquía | 1.ª           | 2010-11       | 16    | 5     | 5                   | 3                   | 0                          | 0                          | 21    | 8     | 0,38            |
| Beşiktaş J. K. Turquía | 1.ª           | 2011-12       | 30    | 3     | 2                   | 0                   | 9                          | 2                          | 41    | 5     | 0,12            |
| Beşiktaş J. K. Turquía | Total club    | Total club    | 46    | 8     | 7                   | 3                   | 9                          | 2                          | 62    | 13    | 0,21            |
| R. C. D. Espanyol · España | 1.ª           | 2012-13       | 26    | 3     | 1                   | 0                   | —                          | —                          | 27    | 3     | 0,11            |
| R. C. D. Espanyol · España | 1.ª           | 2013-14       | 34    | 0     | 2                   | 2                   | —                          | —                          | 36    | 2     | 0,06            |
| R. C. D. Espanyol · España | Total club    | Total club    | 60    | 3     | 3                   | 2                   | —                          | —                          | 63    | 5     | 0,08            |
| NorthEast United F. C. India | 1.ª           | 2015          | 10    | 3     | —                   | —                   | —                          | —                          | 10    | 3     | 0,30            |
| Total carrera | Total carrera | Total carrera | 500   | 124   | 52                  | 17                  | 108                        | 22                         | 660   | 163   | 0,29            |
| (1) Incluye datos de Copa de Portugal (1996-99) y (2001-07); Copa del Rey (1999-01), (2007-11) y (2012-14); Copa de Turquía (2010-12). (2) Incluye datos de Copa de la UEFA/Liga Europa (1997-99) y (2009-12); Liga de Campeones (1999-01) y (2008-10); Supercopa de Europa (2010). |               |               |       |       |                     |                     |                            |                            |       |       |                 |

## Palmarés

### Campeonatos nacionales
| Título                | Club           | País     | Año  |
| --------------------- | -------------- | -------- | ---- |
| Copa de Portugal      | S. L. Benfica  | Portugal | 2004 |
| Primeira Liga         | S. L. Benfica  | Portugal | 2005 |
| Supercopa de Portugal | S. L. Benfica  | Portugal | 2005 |
| Copa de Turquía       | Beşiktaş J. K. | Turquía  | 2011 |

### Campeonatos internacionales
| Título                    | Club                         | Sede     | Año  |
| ------------------------- | ---------------------------- | -------- | ---- |
| Campeonato Europeo Sub-16 | Selección de Portugal sub-16 | Austria  | 1996 |
| Liga Europa               | Atlético de Madrid           | Hamburgo | 2010 |
| Supercopa de Europa       | Atlético de Madrid           | Mónaco   | 2010 |

### Distinciones individuales
| Distinción                                | Año  |
| ----------------------------------------- | ---- |
| Máximo goleador de la Primeira Liga       | 2003 |
| Premio Cosme Damião al futbolista del año | 2006 |
| Jugador del año de la Primeira Liga       | 2007 |
| Futbolista del año en Portugal            | 2010 |